# Makenzie Vega
Makenzie Jade Vega (ur. 10 lutego 1994 w Los Angeles, Kalifornia) – amerykańska aktorka, występowała w filmach Sin City: Miasto grzechu oraz Piła. Jej starszą siostrą jest aktorka Alexa Vega.
Jej pierwszą rolą był występ w jednym z filmów telewizyjnych powstałych na fali popularności serialu Doktor Quinn. Rok później wystąpiła u boku Nicolasa Cage’a w filmie familijnym Family Man. Rola ta przyniosła jej Nagrodę Młodych dla najlepszej aktorki dziecięcej. Od tego czasu młoda aktorka regularnie pojawiała się na dużym i małym ekranie, partnerując takim gwiazdom jak Vince Vaughn, Geena Davis czy Famke Janssen. W 2003 zagrała Dianę, córkę doktora Gordona, w horrorze Piła. Kilka miesięcy później na ekrany kin wszedł film Roberta Rodrigueza, Sin City: Miasto grzechu. Makenzie wcieliła się w nim w rolę młodej Nancy Callahan (starszą grała Jessica Alba), w scenach z jej udziałem brali udział również Bruce Willis, Nick Stahl oraz Michael Madsen.

## Filmografia
- 2016 Fender Bender jako Hilary Diaz
- 2008 Zaklinacz dusz (Ghost Whisperer) jako Beka
- 2007 W świecie kobiet (In the Land of Women) jako Paige Hardwicke
- 2006 X-Men: Ostatni bastion (X-Men: The Last Stand) jako dziewczynka
- 2006 Całe szczęście (Just My Luck) jako Caty
- 2005 Orzeszek (Chestnut: Hero of Central Park) jako Sal
- 2005 Sin City: Miasto grzechu (Sin City) jako młoda Nancy Callahan
- 2004 Piła (Saw) jako Diana Gordon
- 2000 The Geena Davis Show jako Eliza Ryan
- 2000 Family Man (The Family Man) jako Annie Campbell
- 1999 Dr. Quinn Medicine Woman: The Movie jako Maria